# Bergflorskinn
Bergflorskinn (Botryobasidium ellipsosporum) är en svampart som beskrevs av Hol.-Jech. 1969. Bergflorskinn ingår i släktet Botryobasidium och familjen Botryobasidiaceae.  Arten är reproducerande i Sverige. Inga underarter finns listade i Catalogue of Life.